# Damp
Damp è un comune tedesco del circondario di Rendsburg-Eckernförde, nella regione dello Schleswig-Holstein. Ha circa 1 500 abitanti.

## Geografia fisica
Il comune si trova a circa 16 km a nord-est di Eckernförde, ed è una stazione balneare sul Mar Baltico. Damp si affaccia su un lato sul lago Schwansen.

## Storia
Nel 1964, nel comune è stato rinvenuto un cerchio di pietre.

## Luoghi d'interesse
- La tenuta di Damp fu menzionata per la prima volta nel 1438 come proprietà del vescovo di Schleswig e poi in modo indipendente. Il maniero, talvolta chiamato castello, fu costruito nel 1595 in stile rinascimentale e ricostruito più volte. Alla fine del XVI secolo era abitato dalla famiglia del conte Reventlow. Il maniero è ornato da numerose figure in stucco e decorato con mobili e dipinti risalenti al 1700 circa. A volte viene utilizzato come ambientazione per la serie Il medico di campagna.
- Stazione balneare di Damp. Il 5 dicembre 1968, il consiglio comunale decise di costruire una stazione balneare con il nome futuristico di "Damp 2000". A metà degli anni '80 il nome è stato cambiato in Ostseebad Damp e nel 2011 in Ostsee Resort Damp. L'azienda è una società operativa pubblica, di proprietà dell'autorità locale. Oltre a un resort balneare, è stato costruito anche un centro benessere. Nel 1990 è stata inaugurata "Aqua Tropicana", una piscina tropicale di acqua di mare con sauna e spa, rinnovata nel 2014. Il porto turistico dispone di 365 posti barca.

## Galleria d'immagini

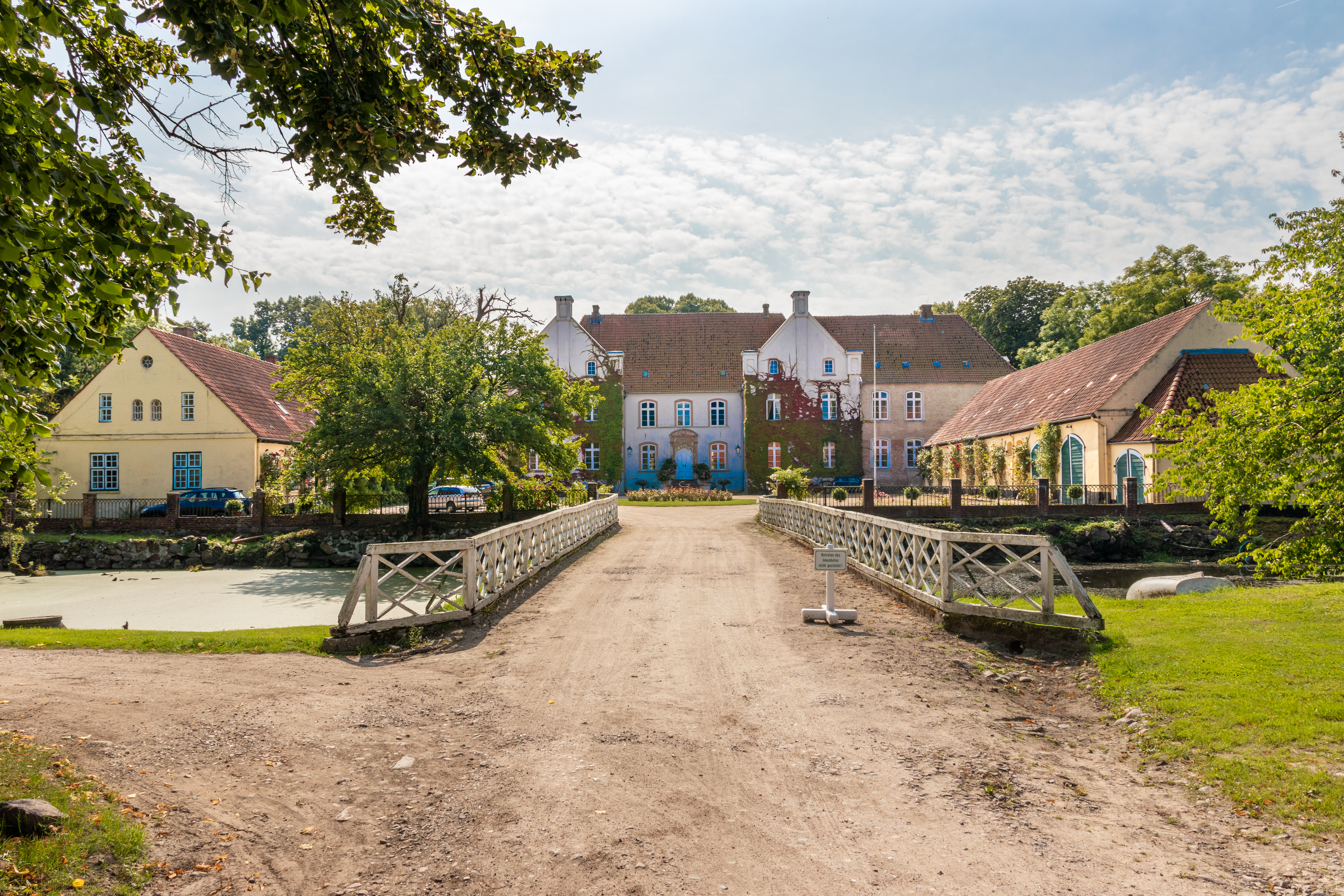
Tenuta signorile di Damp
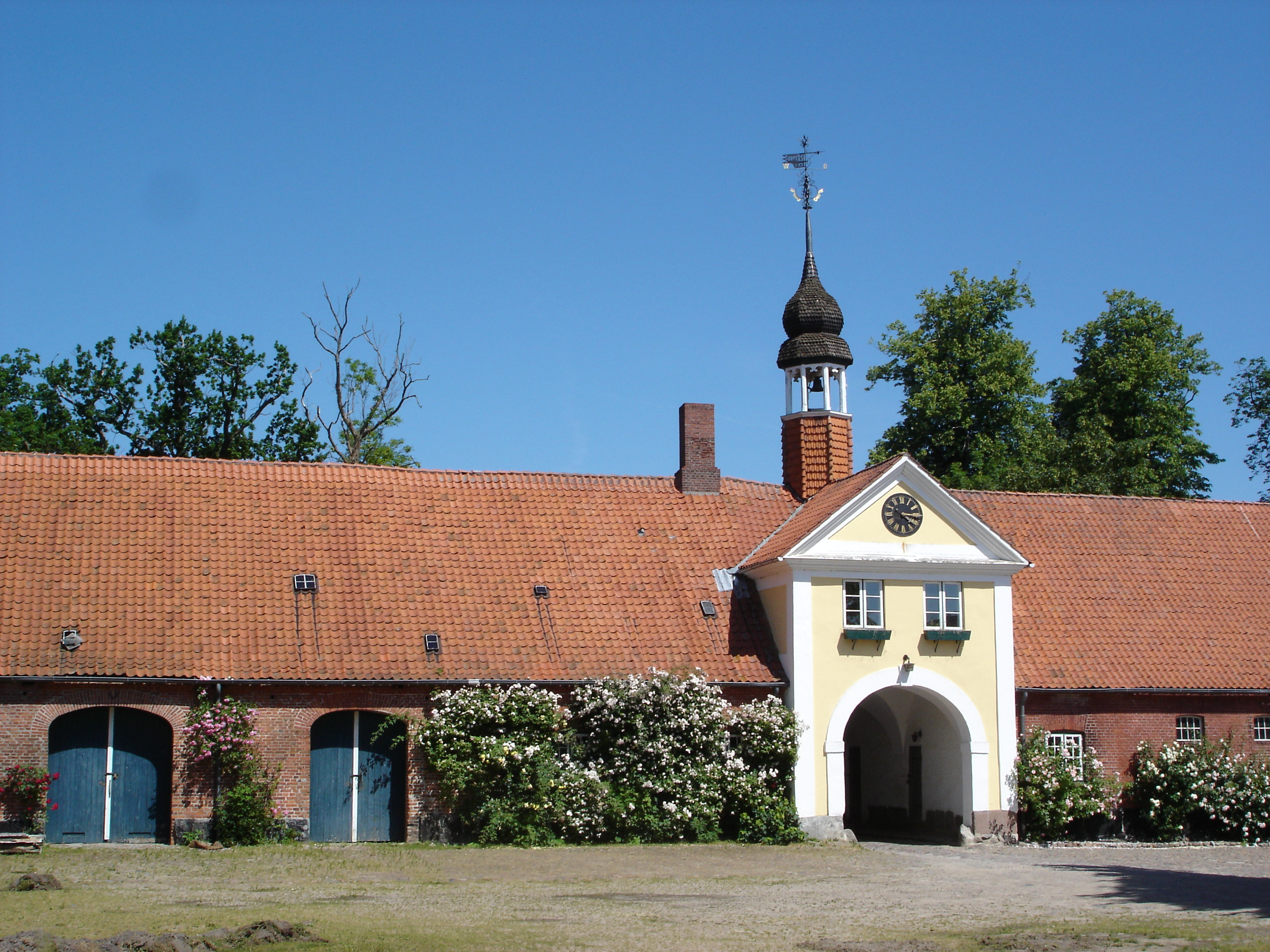
Ingresso alla tenuta di Damp
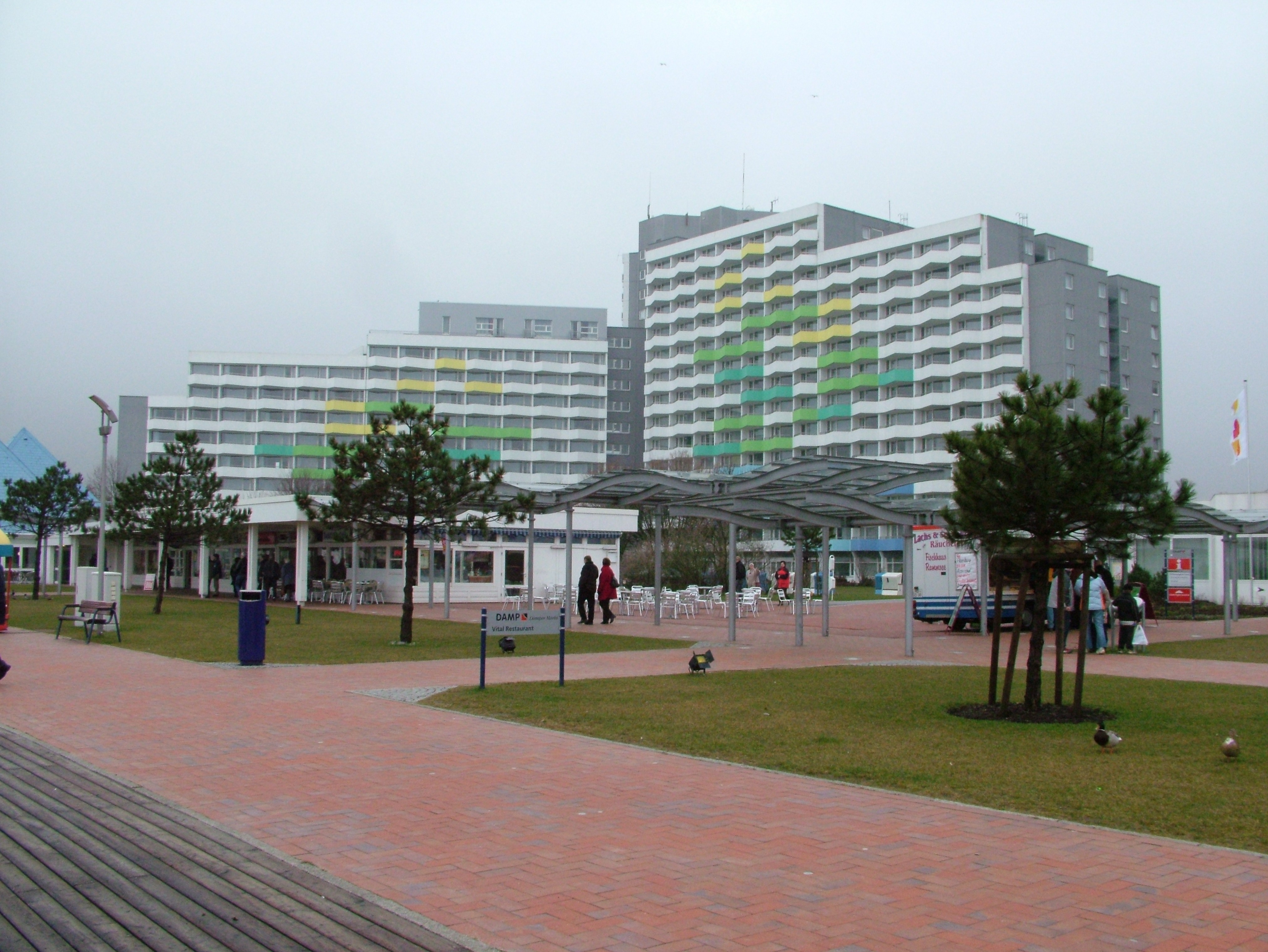
Lo stabilimento balneare di Damp, Ostsee Resort Damp